# أمين عام المفوضية الأوروبية
الأمين العام للمفوضية الأوروبية هو كبير موظفي الخدمة المدنية في المفوضية الأوروبية. وهو المسؤول عن مختلف المديريات العامة التي يرأسها المديرون العامون. وهو مسؤول مباشرة أمام رئيس المفوضية الأوروبية.

## قائمة الأمناء العامين للمفوضية الأوروبية
| ترتيب | صورة | اسم               | فترة شغل المنصب | فترة شغل المنصب | فترة شغل المنصب    | الجنسية         |
| ترتيب | صورة | اسم               | بداية الفترة    | نهاية الفترة    | المدة              | الجنسية         |
| ----- | ---- | ----------------- | --------------- | --------------- | ------------------ | --------------- |
| 1     |      | إميل نويل         | 26 مارس 1958    | 18 سبتمبر 1987  | 29 سنوات و176 أيام | فرنسا           |
| 2     |      | ديفيد ويليامسون ‏  | 19 سبتمبر 1987  | 31 يوليو 1997   | 9 سنوات و315 أيام  | المملكة المتحدة |
| 3     |      | كارلو تروجان ‏     | 1 أغسطس 1997    | 31 مايو 2000    | 2 سنوات و304 أيام  | هولندا          |
| 4     |      | ديفيد أوسوليفان ‏  | 1 يونيو 2000    | 10 نوفمبر 2005  | 5 سنوات و162 أيام  | أيرلندا         |
| 5     |      | كاثرين داي        | 22 نوفمبر 2005  | 1 سبتمبر 2015   | 9 سنوات و283 أيام  | أيرلندا         |
| 6     |      | الكسندر ايتاليير ‏ | 1 سبتمبر 2015   | 1 مارس 2018     | 2 سنوات و181 أيام  | هولندا          |
| 7     |      | مارتن سيلماير     | 1 مارس 2018     | 30 نوفمبر 2019  | 1 سنة و274 أيام    | ألمانيا         |
| 8     |      | إيلزي جوهانسوني   | 1 أغسطس 2019    | شاغل المنصب     | 5 سنوات و232 أيام  | لاتفيا          |